# Богородицкий, Василий Алексеевич
Васи́лий Алексе́евич Богоро́дицкий (7 [19] апреля 1857, Царевококшайск, Казанская губерния, Российская империя — 23 декабря 1941, Казань, РСФСР, СССР) — российский лингвист, доктор филологических наук (1887), профессор (1893), член-корреспондент Санкт-Петербургской академии наук (1915), член Парижского лингвистического общества (1905); член-корреспондент АН СССР (1925), один из основателей казанской лингвистической школы. Труды по экспериментальной фонетике, диалектологии, славистике, тюркологии, индоевропеистике, общему языкознанию.

## Биография
Родился 7 (19) апреля 1857 года в семье священника, в Царевококшайске.
С 1868 года учился в Казанской гимназии; в 1876—1880 годах — на историко-филологическом факультете Казанского университета. После окончания университета был оставлен в нём для приготовления к профессорскому званию — профессорским стипендиатом по языковедению. Был утверждён 22 июня 1881 года приват-доцентом сравнительного языкознания; читал сравнительную грамматику классических языков и русскую фонетику.

В 1884 году защитил магистерскую диссертацию «Гласные без ударения в общерусском языке», подготовленную под руководством И. А. Бодуэн де Куртенэ и по утверждении в степени магистра, 29 мая 1884 года был избран доцентом сравнительной грамматики индо-европейских языков. Но уже 4 октября, при введении нового университетского устава, был оставлен за штатом. С 28 марта 1886 года (после увольнения профессора Крушевского) Богородицкому было поручено чтение санскрита и сравнительной грамматики.
В 1888 году защитил докторскую диссертацию «Курс грамматики русского языка. Ч. 1: Фонетика» и 1 июля 1888 года был утверждён экстраординарным профессором; с 29 июня 1893 года — ординарный профессор, впоследствии — заслуженный профессор.
В 1905 году был избран членом Парижского лингвистического общества.
С 1 января 1911 года состоял в чине действительного статского советника. Был награждён орденами: Св. Владимира 3-й ст. (1914) и 4-й ст. (1907), Св. Анны 2-й ст. (1901), Св. Станислава 2-й ст. (1896)
В 1915 году стал член-корреспондентом Санкт-Петербургской академии наук.
После революции 1917 года В. А. Богородицкий преподавал в Казанском педагогическом институте: профессор с 1922 года. С 1925 года — член-корреспондент АН СССР, с 1930 года — Заслуженный деятель науки[уточнить], в 1940 году был награждён орденом Трудового Красного Знамени.
Помимо исследований в области экспериментальной фонетики русского, татарского и других языков (которыми Богородицкий стал заниматься один из первых в мире и в 1884 году основал первую в мире лабораторию экспериментальной фонетики), ему принадлежат популярные в первой половине XX веке и многократно переиздававшиеся учебники «Общий курс русской грамматики» (1904), «Лекции по общему языковедению» (1907) и др., содержащие, наряду с пересказом традиционных младограмматических концепций, отдельные оригинальные положения, касающиеся природы языковых изменений, анализа структуры слова и др. Учеником и последователем В. А. Богородицкого считал себя выдающийся татарский учёный-тюрколог Г. Х. Ахатов.
Выяснению психической стороны процессов языка посвящены работы Богородицкого: «О морфологической абсорбции» и «Этюд по психологии речи» («Русский филологический вестник», т. VI и VIII, 1881 и 1882). Богородицкий начал ещё «Курс сравнительной грамматики индоевропейских языков» («Учёные записки Казанского университета», с 1890 г.).
В. А. Богородицкий является автором принятых и в настоящее время терминов переразложение и опрощение, относящихся к диахронической морфологии.
Скончался 23 декабря 1941 года. Похоронен в Казани на Арском кладбище.

## Адреса
В Казани:
- Пушкинская улица, дом Курбатова[4].